# Bézu-la-Forêt
Bézu-la-Forêt é uma comuna francesa na região administrativa da Normandia, no departamento de Eure. Estende-se por uma área de 9 km². Em 2010 a comuna tinha 331 habitantes (densidade: 36,8 hab./km²).